# 山中柚乃
山中 柚乃（やまなか ゆの、2000年12月25日 - ）は、日本の陸上競技選手、銀行員である。女子2000メートル障害日本最高記録樹立者。大阪府堺市出身。愛媛銀行所属。
兄の山中秀仁も陸上競技選手。

## 経歴
平井中学校1年生より陸上競技を始める。兄・秀仁が第90回箱根駅伝で第1区の区間賞をとった姿に衝撃を受け、いつか兄の実績を上回りたいと思うようになる。
大阪府立大塚高等学校2年生のときに3000メートル障害に取り組み始める。3年生の時に全国高校選抜女子2000m障害で2位となる。
卒業後は、愛媛銀行に入行し銀行員になる。銀行では事務センターに勤務し、銀行員としての業務の傍ら、銀行内の部活動で陸上競技部に入部した。
愛媛銀行所属後より実力をあげ、2020年、全日本実業団陸上で初優勝。
2021年、日本陸上競技選手権女子3000m障害で日本歴代2位の9分41秒84で初優勝。兵庫リレーカーニバルでは2000m障害で6分19秒55の日本最高記録を樹立した。同年7月2日、東京オリンピック代表内定が発表された。同年8月6日の東京オリンピック女子3000m障害予選2組で9分43秒83で10位に入った。全体31位で予選敗退となったものの、この記録は日本選手のオリンピック最高記録で、かつ歴代最高順位だった。大会後、愛媛県知事・中村時広を表敬訪問した。